# Паула Кабесас
Паула Кабесас (ісп. Paula Cabezas; нар. 1 січня 1972) — колишня чилійська тенісистка.
Найвищу одиночну позицію світового рейтингу — 212 місце досягла 14 квітня 1997, парну — 178 місце — 8 червня 1992 року.
Здобула 14 одиночних та 17 парних титулів туру ITF.

## Фінали ITF
| турніри $25,000 |
| турніри $10,000 |

### Одиночний розряд: 19 (14–5)
| Результат | Ранг | Дата              | Турнір                                      | Покриття | Суперниця                | Рахунок             |
| --------- | ---- | ----------------- | ------------------------------------------- | -------- | ------------------------ | ------------------- |
| Перемога  | 1.   | 9 вересня 1991    | ITF Гуаякіль, Еквадор                       | Ґрунт    | Марія Лусіана Рейнарес   | 6–1, 6–7(6), 6–1    |
| Перемога  | 2.   | 1 жовтня 1991     | ITF Ла-Пас, Болівія                         | Ґрунт    | Лорена Родрігес ді Лаура | 6–2, 6–2            |
| Перемога  | 3.   | 7 жовтня 1991     | ITF Сантьяго, Чилі                          | Ґрунт    | Марія Лусіана Рейнарес   | 7–5, 6–3            |
| Перемога  | 4.   | 3 листопада 1991  | ITF Порту-Алегрі, Бразилія                  | Ґрунт    | Сумара Пассус            | 6–7(9), 7–5, 6–2    |
| Перемога  | 5.   | 6 вересня 1993    | ITF Каракас, Венесуела                      | Ґрунт    | Магалі Бенітес           | 5–7, 6–2, 6–3       |
| Поразка   | 1.   | 26 вересня 1993   | ITF Гуаякіль, Еквадор                       | Ґрунт    | Сумара Пассус            | 5–7, 2–6            |
| Перемога  | 6.   | 11 жовтня 1993    | ITF Сантьяго, Чилі                          | Ґрунт    | Сінтія Торторелла        | 6–3, 6–4            |
| Перемога  | 7.   | 14 березня 1994   | ITF Мехіко, Мексика                         | Ґрунт    | Хотта Томое              | 6–3, 4–6, 6–2       |
| Перемога  | 8.   | 27 березня 1994   | ITF Пуерто-Вальярта, Мексика                | Ґрунт    | Рената Колбовіч          | 6–2, 6–3            |
| Перемога  | 9.   | 15 травня 1994    | ITF Акапулько, Мексика                      | Ґрунт    | Ліндсей Лі-Вотерс        | 6–2, 6–2            |
| Поразка   | 2.   | 6 листопада 1994  | ITF Фріпорт, Багамські Острови              | Ґрунт    | Інгрід Курта             | 6–3, 1–6, 5–7       |
| Поразка   | 3.   | 13 листопада 1994 | ITF Санто-Домінго, Домініканська Республіка | Ґрунт    | Джоелл Шад               | 3–6, 2–6            |
| Перемога  | 10.  | 20 листопада 1994 | ITF Сан-Сальвадор, Сальвадор                | Тверде   | Крістін Курт             | 6–2, 6–2            |
| Перемога  | 11.  | 4 червня 1995     | ITF Севілья, Іспанія                        | Ґрунт    | Марта Кано               | 6–1, 6–3            |
| Перемога  | 12.  | 13 жовтня 1996    | ITF Мехіко, Мексика                         | Тверде   | Рената Колбовіч          | 2–6, 6–3, 6–2       |
| Перемога  | 13.  | 20 жовтня 1996    | ITF Коацакоалькос, Мексика                  | Тверде   | Карін Пальме             | 5–7, 7–5, 6–2       |
| Поразка   | 4.   | 31 серпня 1997    | ITF Гуаякіль, Еквадор                       | Ґрунт    | Міріам Д'Агостіні        | 7–6(0), 5–7, 6–7(4) |
| Поразка   | 5.   | 12 квітня 1998    | ITF Вінья-дель-Мар, Чилі                    | Ґрунт    | Селесте Контін           | 2–6, 4–6            |
| Перемога  | 14.  | 27 вересня 1998   | ITF Сантьяго, Чилі                          | Ґрунт    | Маріана Лопес Паласіос   | 6–4, 7–5            |

### Парний розряд: 25 (17–8)
| Результат | Ранг | Дата              | Турнір                       | Покриття | Партнерка              | Суперниці                                     | Рахунок       |
| --------- | ---- | ----------------- | ---------------------------- | -------- | ---------------------- | --------------------------------------------- | ------------- |
| Перемога  | 1.   | 14 жовтня 1990    | ITF Ла-Пас, Болівія          | Ґрунт    | Сандра Угарріса        | Паула Бочча Інес Горрочатегі                  | 6–2, 4–6, 7–5 |
| Поразка   | 1.   | 22 жовтня 1990    | ITF Сантьяго, Чилі           | Ґрунт    | Сандра Угарріса        | Інес Горрочатегі Патрісія Міллер              | 6–3, 1–6, 5–7 |
| Перемога  | 2.   | 9 вересня 1991    | ITF Гуаякіль, Еквадор        | Ґрунт    | Нурія Ньємес           | Макарена Міранда Марія Долорес Кампана        | 6–1, 7–5      |
| Перемога  | 3.   | 16 вересня 1991   | ITF Богота, Колумбія         | Ґрунт    | Макарена Міранда       | Карла Родрігес Лорена Родрігес ді Лаура       | 6–4, 6–2      |
| Поразка   | 2.   | 30 вересня 1991   | ITF Ла-Пас, Болівія          | Ґрунт    | Жанайна Меркаданте     | Россана де лос Ріос Ларісса Шерер             | 3–6, 5–7      |
| Перемога  | 4.   | 13 жовтня 1991    | ITF Сантьяго, Чилі           | Ґрунт    | Пауліна Сепульведа     | Елене Капплер Елеонора Вельянте               | 7–5, 2–6, 6–4 |
| Перемога  | 5.   | 4 листопада 1991  | ITF Флоріанополіс, Бразилія  | Ґрунт    | Макарена Міранда       | Ріта Пічардо Белькіс Родрігес                 | 3–6, 6–2, 6–2 |
| Поразка   | 3.   | 11 листопада 1991 | ITF Ріо-де-Жанейро, Бразилія | Ґрунт    | Макарена Міранда       | Ріта Пічардо Белькіс Родрігес                 | 2–6, 3–6      |
| Перемога  | 6.   | 18 жовтня 1992    | ITF Сантьяго, Чилі           | Ґрунт    | Нурія Ньємес           | Марія-Фарнес Капістрано Нінфа Марра           | 3–6, 6–4, 6–4 |
| Перемога  | 7.   | 29 листопада 1992 | ITF Буенос-Айрес, Аргентина  | Ґрунт    | Пауліна Сепульведа     | Маріана Рандруп Гретель Гонсалес-Глансманн    | 6–2, 6–1      |
| Поразка   | 4.   | 7 червня 1993     | ITF Казерта, Італія          | Ґрунт    | Адріана Серра-Дзанетті | Карин Лушниць Мая Мурич                       | 6–2, 2–6, 3–6 |
| Поразка   | 5.   | 20 вересня 1993   | ITF Гуаякіль, Еквадор        | Ґрунт    | Нурія Ньємес           | Вероніка Стеле Сінтія Торторелла              | 2–6, 1–6      |
| Перемога  | 8.   | 21 березня 1994   | ITF Пуерто-Вальярта, Мексика | Ґрунт    | Марія Долорес Кампана  | Сідзука Токіва Ядзава Кійоко                  | 6–1, 6–2      |
| Перемога  | 9.   | 9 травня 1994     | ITF Акапулько, Мексика       | Ґрунт    | Емілі Вікейра          | Кім Грант Дітта Губер                         | 3–6, 6–2, 6–1 |
| Перемога  | 10.  | 17 липня 1994     | ITF Віго, Іспанія            | Ґрунт    | Емілі Вікейра          | Їтка Дубцова Сільвія Плішке                   | 6–4, 6–3      |
| Перемога  | 11.  | 19 вересня 1994   | ITF Гуаякіль, Еквадор        | Ґрунт    | Емілі Вікейра          | Ванесса Менга Лусіана Телла                   | 6–4, 6–4      |
| Перемога  | 12.  | 6 травня 1996     | ITF Амазонас, Бразилія       | Тверде   | Барбара Кастро         | Сандра Де Амеліо Паула Раседо                 | 6–1, 6–3      |
| Поразка   | 6.   | 6 жовтня 1996     | ITF Пуерто-Вальярта, Мексика | Тверде   | Вероніка Стеле         | Марія Фернанда Ланда Марлен Вайнгартнер       | 6–4, 5–7, 3–6 |
| Перемога  | 13.  | 31 серпня 1997    | ITF Гуаякіль, Еквадор        | Ґрунт    | Міріам Д'Агостіні      | Маріана Лопес Паласіос Роміна Оттобоні        | 6–1, 6–4      |
| Поразка   | 7.   | 6 квітня 1998     | ITF Вінья-дель-Мар, Чилі     | Ґрунт    | Селесте Контін         | Меліса Аревало Даніела Мусколіно              | 3–6, 4–6      |
| Поразка   | 8.   | 4 травня 1998     | ITF Тампіко, Мексика         | Тверде   | Ванесса Менга          | Адрія Енґел Аліна Жидкова                     | 6–7, 5–7      |
| Перемога  | 14.  | 11 травня 1998    | ITF Поса-Ріка, Мексика       | Тверде   | Ванесса Менга          | Адрія Енґел Аліна Жидкова                     | 3–6, 6–2, 6–2 |
| Перемога  | 15.  | 18 травня 1998    | ITF Коацакоалькос, Мексика   | Тверде   | Ванесса Менга          | Адрія Енґел Аліна Жидкова                     | 6–3, 6–2      |
| Перемога  | 16.  | 17 серпня 1998    | ITF Ібарра, Еквадор          | Ґрунт    | Джоанн Мур             | Елена Хурісіч Марія Еухенія Рохас             | 6–3, 6–4      |
| Перемога  | 17.  | 21 вересня 1998   | ITF Сантьяго, Чилі           | Ґрунт    | Аліенор Трісеррі       | Маріана Лопес Паласіос Марія-Алехандра Кесада | 6–4, 6–1      |